# Свети Йоан Владимир (Елбасан)
„Свети Йоан Владимир“ (на албански: Shen Gjon, Шен Гьон, на сръбски: Манастир Светог Јована Владимира) е действащ манастир на Албанската православна църква, намиращ се на 7 km западно от Елбасан в селото Шийон на планинския хребет Черменика.
Мястото и манастирът са свързани с легендата от Дуклянската летопис за любовта между дъщерята на цар Самуил княгиня Теодора Косара и дуклянския княз Иван Владимир, завършила с мъченическата смърт на Самуиловия зет на лобното място на което е издигнат манастира.
В манастира могат да се видят надписи на църковнославянски. Старобългарски надпис осведомява, че манастирската черква е унищожена, вероятно от земетресение, и построена наново от Карло Топия, който е обновител и ктитор на манастира. В манастира се съхраняват мощите на Свети Иван Владимир, а поверието им придава целебна сила сред населението на Елбасан и околността.
Цар Самуил през 998 – 999 предприема поход в Далмация и Загория (Босна и Рашка) покорява ги и отвежда в плен непокорните местни велможи, така княз Иван Владимир попада в Преспа където в него се влюбва царската дъщеря княгиня Косара, Самуил благославя сватбата и ги оженва, назначава княза за царски васален управител с отговореността за присъединените към България средновековни сръбски земи, и на дадената на младите като зестра Драчка област на Българското царство (днешна Северна Албания отвъд река Шкумба), без областния център град Драч, който е дал зестра на другата си дъщеря Мирослава Българска. След кончината на цар Самуил, княз Иван Владимир е заподозрян в нелолялност към сюзерена – българския цар от наследилия българския трон цар Иван Владислав и на 22 май 1015 година е съсъсечен на областната граница по заповед на царя. На лобното му място днес се издига манастира, който носи името на православния светия.